# Наврозов, Матвей Андреевич
Наврозов Матвей Андреевич (1770 — не ранее 1845) — оренбургский гражданский губернатор, вице-губернатор Симбирской и Слободско-Украинской губерний.

## Биография
Сын «иностранной нации» московского домовладельца в Новой немецкой слободе, гостиной сотни «иноземного» купца и фабриканта, католика А. Я. Наврозова. Внук «мелетинской нации» купца Я. Г. Наврозова, в первой четверти XVIII в. выехавшего из Западной Грузии в Москву.
По одним сведениям, «в армии не служил и в военных походах не участвовал». По другим сведениям, в армии служил, в походах не участвовал. После смерти мужа овдовевшая «иностранной нации» купчиха и московская домовладелица Авдотья Матвеевна, выступавшая от лица своих «не последних в роду Наврозовых» детей Елизаветы и Матвея, по купчей от 1 (12) июля 1773, с разрешения Мануфактур- и Юстиц-коллегий, продала подмосковное село с шелковой фабрикой мужа, и в следующем — 1774, записала 4-летнего Матвея в службу солдатом в лейб-гвардии Измайловский полк. Возможно, при содействии родственников мужа, состоявших в военной службе. Жил с матерью в Москве, числясь номинально в военной службе, на 1781 — гвардии сержант. Из сержантов уволен от военной «службы» с чином гвардии прапорщика и в возрасте 17 лет был определён в действительную статскую службу на должность асессора Нижегородской гражданской палаты, в которой служил с 1787 по 1796, в том же чине — гвардии прапорщика.
После воцарения Павла I переименован в чин коллежского асессора и назначен на должность советника Смоленского губернского правления. Там же — в Смоленске, женился в 1798. В ноябре 1799 сопроводил в С.-Петербург смоленских дворян числом 101 недоросль для определения их в военную службу, вследствие чего смоленский гражданский губернатор получил высочайший рескрипт от 23 ноября (4 декабря) 1799. За выслугу, пожалован надворным советником 22 января (3 февраля) 1801, за отличие — коллежским советником 7 (19) декабря 1802.
Назначен на открывшуюся вакансию вице-губернатора Слободско-Украинской губернии 1 (13) апреля 1803. По должности, стал управляющим Слободско-Украинской казённой палаты. С семьей жил в Харькове. Пожалован орденом Святой Анны 2 степени 31 декабря 1804 (12 января 1805); произведён в статские советники 31 декабря 1806 (12 января 1807); именным рескриптом пожалован орденом Святой Анны 2 степени с алмазами 27 мая (8 июня) 1808 в знак изъявления высочайшего благоволения «к отличному служению вашему и особенным трудам по возложенной на вас должности». Наиболее значимыми событиями в период службы М. А. Наврозова слободско-украинским вице-губернатором, отраженными в библиографии, было его участие в наборе управленцев для замещения должностей гражданской службы в Кавказской области и открытие Императорского Харьковского университета, для нужд которого был отдан дом вице-губернатора.
Назначен советником (директором) Двадцатипятилетней экспедиции при Государственном заёмном банке 9 (21) июня 1809. Переехал в С.-Петербург. В той должности пожалован орденом Святого Владимира 4 степени 26 июня (8 июля) 1809.
Назначен на вакансию вице-губернатора Симбирской губернии 30 сентября (12 октября) 1810, с производством получаемого по прежней должности жалованья.
Назначен оренбургским гражданским губернатором 21 сентября (3 октября) 1811. Через жену — Варвару Николаевну Энгельгардт, — которая была дочерью Н. Б. Энгельгардта, действительного статского советника, бывшего могилевского губернатора, М. А. Наврозов приходился родственником бывшему оренбургскому ген.-губернатору С. К. Вязмитинову. Сестра Варвары Николаевны — Александра Николаевна Энгельгардт — была замужем за С. К. Вязмитиновым, назначенным в 1794 уфимским и симбирским генерал-губернатором, командующим Оренбургским корпусом. Брат Варвары Николаевны — Л. Н. Энгельгардт — с 1795 командовал 3-м полевым Оренбургским батальоном и оказался в подчинении С. К. Вязмитинова. По словам Л. Н. Энгельгардта, Вязмитинов сам «уговорил меня перейти под его начальство, чтобы быть вместе с моею сестрой». С приходом к власти Александра I происходит взлет карьеры С. К. Вязмитинова: с 1802 он стал военным министром, в 1810 — членом Государственного совета, а в 1812 — министром полиции и возглавил Комитет министров. Видимо, и назначение М. А. Наврозова в Оренбургский край стало неслучайным: можно предположить оказание прямой протекции.
С семьей жил в Уфе, где находилась канцелярия гражданского губернатора. Наиболее значимыми событиями службы оренбургским гражданским губернатором стали: решение вопроса о содержании почтовых станций Оренбургской губернии; формирование и обеспечение полков ополчения 1812 года, сборы строевых лошадей с башкир для военных нужд и пожертвований от жителей губернии; приём, обустройство и отправление получивших свободу французских военнопленных; утверждение штатов и открытие Уфимской городской полиции; проведение в губернии 7-й ревизии 1815 года; открытие Уфимского уездного училища и Уфимского попечительного комитета о бедных; в январе-феврале 1815, по предписанию министра внутренних дел и оренбургского военного губернатора, лично усмирял волнения крестьян и рабочих на Белорецком железорудном заводе Верхнеуральского уезда. Представление в марте 1812 военного губернатора кн. Г. С. Волконского к награждению орд. Святого Владимира 2 ст., за устройство почтовой службы Оренбургского края, осталось без удовлетворения. Пожалован действительным статским советником 12 (24) декабря 1816 и орденом Святой Анны 1 степени «в награду усердной службы <…> по званию Оренбургского гражданского губернатора» 19 (31) июля 1819. В том же — 1819, принимает участие в организации работ по строительству Уфы согласно высочайше утверждённому 6 (18) марта 1819 градостроительному плану архитектора Гесте. Назначен председателем комитета «для раздачи всемилостивейше пожалованных в ссуду уфимским жителям денег ста тысяч рублей и токового же количества на планировку города» в ноябре 1819.
При открытии Уфимского попечительного комитета о бедных 22 июля (3 августа) 1821 был избран и принял на себя звание второго председателя комитета, тогда же пожертвовал в пользу комитета единовременно 100 руб. и ежегодно 100 руб., а его жена — 50 руб. ежегодно. По представленному императору отчету Императорского Человеколюбивого о-ва, о деятельности общества за период с 16 июля 1816 по декабрь 1821, 25 декабря 1821 (6 января 1822) было объявлено монаршее благоволение Уфимскому попечительному комитету о бедных и председателям оного, преосвященному Феофилу (Татарскому), епископу Оренбургскому и Уфимскому, и гражданскому губернатору М. А. Наврозову.
За время губернаторства Наврозова в Уфе случилось два крупных пожара: в 1816 и 1821 гг. Пожар 1821 года, начавшийся вследствие халатности Навзорова и городской полиции, уничтожил практически весь город: «деревянный корпус, занимаемый губернским правлением, казённой палатой, приказом общественного призрения, рекрутским присутствием, канцелярией обер-форштмейстера, почтовой конторы, городовой острог с гауптвахтой, магазины: соляной, провиантский, да в нём заготовлено провианта и фуража, и при них кордегардия, дом с уездным правлением питейного сбора, где находился и винный магазин, дом дворянского собрания, церковный дом, партикулярные строения: водочный завод, и обывательских 331 дом». Последствия пожара усугубились сильным неурожаем в том же году. Для оказания помощи погорельцам, было учреждено «Общество для пособия погоревшим в Уфе», для нужд оного Наврозов пожертвовал 100 руб. По результатам следствия и по представлению министра внутренних дел, М. А. Наврозов был уволен от должности и причислен «к герольдии для определения к другим делам» указом от 3 (15) декабря 1821.
В дальнейшем назначения не получал. Числился в службе при Герольдии ещё в 1833. В отставке жил в г. Белебей и в своём имении — с. Спасском (Наврозовка тож, Осоргино тож), Белебеевского уезда, Оренбургской губ. Состоял в близком знакомстве (до 1826) с соседом по имению, писателем С. Т. Аксаковым, который посвятил Наврозову ранние стихотворения и упоминает его в своих мемуарах, написанных в 1858. Умер не ранее 1845. Дата и место смерти не установлены.

## Башкирское дело
По купчей от 7 (19) января 1813 статский советник М. А. Наврозов купил от башкирских вотчинников земли по река Деме, Белебеевского уезда, Оренбургской губернии, всего было отмежевано 13 305 дес. 1851 саж. По данной от 20 октября (1 ноября) 1814 подарил 12 000 дес. земли жене своей, которая поселила на этой земле 280 крестьян по 7-й ревизии, назвав имение сельцом Спасским, Наврозовка тож. Крестьян д. с. с. В. Н. Наврозова переселила из прежнего своего имения, состоящего Саратовской губернии, Кузнецкого уезда, в с. Богоявленском (Труево тож), проданного (земля, пашни и пр. угодья, без крестьян) артиллерии подполковнице Варваре Ивановне Зиминской, по купчей, совершенной 31 июля 1817 г. в Симбирской палате гражданского суда, за 40 000 руб. Новопоселённое имение в с. Спасском, начиная с 28 мая 1817, было обременено разными казёнными и частными долгами как самого М. А. Наврозова, так и его жены. Общая сумма долгов, в обеспечение которых были заложены крестьяне и земли с. Спасского, достигала 132 884 руб., включая долги перед С.-Петербургским опекунским советом и Оренбургской пограничной комиссии. Начиная с 1819 имение состояло под судебными запретами и спорами и назначалось в публичную продажу. Судебные разбирательства вокруг имения Наврозовых пережили трёх императоров и продолжались в течение сорока лет, включая рассмотрение дел в Сенате и Государственном совете. Вся кредитная история с. Спасского, начиная с его основания, изложена в материалах Госсовета. Часть имения была продана с публичного торга 4 сентября 1828 г. (купчая от 29 сентября) надворной советнице Евгении Григорьевой Осоргиной, по которой стало назваться с. Спасским, Осоргино тож. Другую же часть имения в 1850-х наследовали штабс-капитанша Н. С. Наврозова (невестка М. А. Наврозова) и её сын — С. Н. Наврозов (внук М. А. Наврозова), которые в 1856 продали имение надворному советнику А. М. Померанцеву.

## Семья
- Отец — московский уроженец грузинского происхождения, католик, купец и фабрикант Андрей Яковлевич Наврозов (1729, Москва — 1771, Москва), один из сыновей (Пётр, Яков, Андрей, Иван) грузинского купца Якова Григорьева Наврозова, прибывшего в Москву в 1718 г. и на протяжении всей своей жизни числившегося как «иностранный купец», часто находясь в «отъездах своих в Персию»[45]. От потомков Я. Г. Наврозова пошли дворянские рода Наврозовых Тверской, Черниговской, Оренбургской и Нижегородской губерний. А. Я. Наврозов в 1760-х гг. содержал каменную шелковую мануфактуру о 20-ти станах, в подмосковном селе Марьино, Улиткино тож, на рчк. Любочивке, в 36 верстах от Москвы, на которой ткали тафты, бархаты и штофы[46]. Его брат — Иван Яковлевич, состоявший в московском купечестве 1-й гильдии до 1784, содержал в Москве магазин шелковой мануфактуры[47]. По сведениям исп. вед. церкви святой мироносицы Марии Магдалины в с. Марьине («вотчины» А. Я. Наврозова), Радонежской десятины, Московского уезда, в 1766 в селе было 107 прихожан обоего пола, включая причт, дворовых, фабричных и крестьян[48]. Жена — «иноземная купчиха» Авдотья Матвеевна, богатая московская домовладелица. Дети: Елизавета, Матвей.
- Жена — Варвара Николаевна Наврозова, урождённая Энгельгардт (1764[49]—?), действительная статская советница, смоленская, саратовская и оренбургская помещица. Адресат поэтических литературных посвящений[50], её портрет находится в музее-заповеднике «Мураново».[51] Согласно мемуарам младшего её брата — Л. Н. Энгельгардта, первым браком вышла замуж за М. А. Наврозова в начале 1798 года, в возрасте 33 лет[52]. Однако, другие источники противоречат мемуарам Энгельгардта, или свидетельствуют о том, что брак с сестрой генерала был для М. А. Наврозова вторым. В семье Наврозовых было два сына: Владимир и Николай, — и дочь Александра, в замужестве Готовцова. Из них — Владимир и Александра, родились много раньше 1798, что ставить под сомнение полноту сведений Энгельгардта.

- Старший сын — коллежский советник (16.04.1841[53]) и кавалер Владимир Матвеевич Наврозов, родился 2 (13) марта 1792, а по другим сведениям — в 1794[54]. Подпоручиком Екатеринославского гренадерского полка участвовал в Отечественной войне 1812, в том числе в Бородинском сражении (представлен к награждению Анненской шпагой[55]), и в зарубежных походах 1813—1814. За отличия в тех кампаниях пожалован чином поручика, за Бородино получил орд. Св. Анны 4-й ст. (19.12.1812), за кампанию 1813 — орд. Св. Владимира 4-й ст. с бантом и орд. Св. Анны 2-й ст. (22.01.1814), имел серебряную участника и бронзовую дворянскую, по старшинству в роде, медали «В память Отечественной войны 1812»; в кампанию 1814 переведён поручиком в лейб-гвардии Егерский полк 25 апреля (7 мая) 1814; произведён на вакансию в гвардии штабс-капитаны 16 (28) марта 1817; по прошению, по болезни, в том же чине уволен от военной службы 17 (29) октября 1817. С 1818 по 1822 состоял членом масонской ложи Ключа к добродетели, работавшей в Симбирске, её секретарь в 1821—1822[56]. В отставке избирался предводителем дворянства Бугурусланского уезда[57]. С переименованием в коллежские асессоры впоследствии служил в С.-Петербурге чиновником особых поручений в Департаменте уделов, затем состоял при МВД, с 20 января (1 февраля) 1840[58] по 15 (27) мая 1848[59] — вице-губернатор Виленской губернии[60] и председатель Виленского губернского попечительства детских приютов. С.-Петербургский домовладелец: за ним деревянный, на каменном жилом этаже дом, состоящий Литейной части, 5-го квартала, по ул. Сергиевской, под № 45, по купчей от 14 апреля 1837, писанной во 2-м департаменте С.-Петербургской гражданской палаты, проданный тайной советнице Марии Андреевна Персидской, ассигнациями за 38 500 руб.[61] Жена — Анна Николаевна, помещица с. Покровского и дер. Степановка, Старая Кротовка тож, Бугурусланского уезда, Оренбургской губ. Умер в возрасте 58 лет в С.-Петербурге 8 (20) января 1853[62]. Их дети: Николай (1823 или 1824 —?) — в 1834 показан 10-летним воспитанником частного московского пансиона, содержавшегося ректором немецкой Петропавловской школы, титулярным советником Яковом Ивановичем Грегориусом, и его родственником, титулярным советником Александром Ивановичем Дельсалем[63]; Владимир (5.07.1827—11.04.1842), умер и был похоронен в Вильно[64].

- Дочь — коллежская асессорша Александра Матвеевна Готовцова, урождённая Наврозова (1792 или 1793 —?). Была замужем за коллежским асессором Валерианом Тимофеевичем Готовцовым (1792—?), героем Отечественной войны 1812 и Зарубежных походов 1813—1814 гг., неоднократно раненным офицером 1-го егерского полка, кавалером орд. Св. Георгия IV класса. По окончании войн с Наполеоном, по прошению, он был уволен от службы, за ранами, чином штабс-капитана и с мундиром 21 февраля (4 марта) 1816[65]. По представлению Александровского к-та о раненых, в марте того же — 1816, из числа состоящих кандидатами отставных раненных офицеров высочайше определён к должности городничего г. Уфы Оренбургской губ.[66] В том же — 1816, женился на дочери оренбургского гражданского губернатора М. А. Наврозова. После назначения ген.-лейтенанта П. К. Эссена оренбургским военным губернатором и командиром Отдельного Оренбургского корпуса вновь определён в военную службу, штабс-капитаном Лифляндского конноегерского полка. Назначен корпусным адъютантом Эссена 14 (26) декабря 1817[67]. По прошению, поданному прежде 1 января 1823, из капитанов того же, именовавшегося Конноегерским Его Величества короля Виртембергского полка, уволен от службы, за ранами, с чином майора, мундиром и пенсионом полного жалования 2 (14) апреля 1823[68]. По представлению Александровского к-та о раненых, в июле того же — 1823, определён управляющим Вологодской удельной конторой, с сохранением пожалованного пенсиона[69]. С семьей переехал в Вологду и с переименованием в коллежские асессоры служил в той должности по 1827[70]. А. М. Готовцова с мужем жила в Вологде, там же и их дети, родившиеся в Оренбургской губернии: Александра (1816 г.р.), София (1817 г.р.), Зиновия (1818 г.р.), Екатерина (1819 г.р.), Донаида (1821 г.р.), Дмитрий (1822 г.р.). Кроме законных детей, В. Т. Готовцов от дворовой девки имел незаконнорождённого сына Александра, родившегося в Вологде 9 марта 1825[71]. Согласно исп. вед. Дмитриевской Навалоцкой церкви г. Вологды за 1825[72] и др. годы, 33-летняя А. М. Готовцова была ровесницей мужа; при причастии была гостившая в Володе её мать — 63-летняя д. с. с. В. Н. Наврозова[73], вместе с сыном, 26-летним отставным поручиком Николаем Матвеевичем Наврозовым, в то время женатого на вологодской помещице и домовладелице. Статская карьера В. Т. Готовцова закончилась печально: в 1827 он был отстранён от должности и предан уголовному суду за взяточничество от вологодских волостных начальников и крестьян удельного ведомства. После рассмотрения дела в Сенате и Госсовете, учитывая чистосердечное его признание, прежнюю, «подвигами ознаменованную в продолжении всей Французской войны службу его, тяжелые раны и знаки отличий, кровью приобретённые», высочайше помилован от уголовного наказания, с увольнением от должности, наложением штрафа и запрещением в дальнейшем занимать какие-либо государственные или выборные должности указом от 31 августа (12 сентября) 1833[74]. Впоследствии высочайше прощён, с разрешением вновь вступить в службу[75]. Помещик Костромской губернии, Галичского уезда, сельца Коскова, с деревнями: Гуменки, Ильинская, Пустошкой, — села Двоя-Никольская, в коих за ним, по 8-й ревизии — 1834, состояло 44 муж. пола душ, со всеми землями, пустошами, угодьями, заведениями и другими принадлежностями.

- Младший сын — гвардии поручик Николай Матвеевич Наврозов (1798 или 1799—1854), впоследствии коллежский асессор и штабс-капитан. Родоначальник нижегородской ветви рода[76]. Единственный совместный ребёнок Наврозовых, год рождения которого соответствует году брака его матери и отца, показанного в мемуарах Энгельгардта. Вступил в службу унтер-офицером лейб-гвардии Литовского полка; из подпрапорщиков того же полка, наименованного лейб-гвардии Московским, произведён прапорщиком 6 (18) декабря 1817; в том чине назначен бригадным адъютантом 1-й бригады 2-й гвардейской дивизии 11 (23) января 1819[77]; произведён на вакансию подпоручиком 14 (26) апреля 1819, с оставлением в должности[78]; на вакансию поручиком 21 апреля (3 мая) 1822[79]; уволен от службы, по домашним обстоятельствам, гвардии поручиком 25 декабря 1822 (6 января 1823)[80].

Был женат дважды. В мае того же — 1822, первым браком женился на девице Юлии Кирилловне Рындиной (? — не ранее 1829 и не позднее 1831), дочери сенатора, тайного советника К. С. Рындина. Ю. К. Рындина венчалась, получив от матери, вдовы Анны Дмитриевны (Резановой), в «награждение и приданство» недвижимое имение, состоящее в деревнях Погорелке и Агафоновской, Емской волости, Вельского уезда, Вологодской губернии, и деревянный дом во 2-м квартале 1-й части Вологды. По-видимому, рано умершая поручица Ю. К. Наврозова (Рындина) была похоронена на кладбище Вологодского Спасо-Прилуцкого монастыря.
Овдовев, 30 мая 1832 поручик Н. М. Наврозов вторым браком в С.-Петербурге женился на вдове Надежде Сергеевне Дюжаковой, урождённой Подобедовой, дочери товарища министра уделов, действительного статского советника Сергея Ивановича Подобедова (1753—15.02.1820). В первом, бездетном браке (с 27.08.1820), девица Н. С. Подобедова была замужем за командиром Фельдъегерского корпуса Российской империи, майором Степаном Михайловичем Дюжаковым (1771—26.06.1831), впоследствии надворным советником, служившим младшим членом конторы С.-Петербургской таможни. Овдовев, Н. С. Дюжакова наследовала с.-петербургский дом мужа, со всем при нём строением и землей, состоящий Московской части, 1-го квартала, по ул. Грязной, под № 105 (а ранее — под № 107), в котором жила вместе с Н. М. Наврозовым; за несколько дней до венчания с ним, в мае того же — 1832, она продала дом ему же — Наврозову, ассигнациями за 70 000 руб.
С переименованием в титулярные советники во второй половине 1840-х поручик Н. М. Наврозов был определён на службу чиновником Нижегородского соляного правления, помощником пристава нижегородских соляных запасов. Жил в Нижнем Новгороде и в имении жены — с. Сиухи (Рождественское тож), Нижегородской губернии и уезда. По купчей от 26 января 1840, совершенной в Нижегородской гражданской палате, гвардии поручица Н. С. Наврозова купила, от коллежского асессора и кавалера Андрея Васильева Рубинского, его деревянный на каменном фундаменте дом, со всем принадлежащими к нему строениями и землёй, состоящий в Нижнем Новгороде, Кремлёвской части, 2-го квартала, в приходе Георгиевской церкви, «на углу бывшего Шилова переулка, а ныне Жуковой улицы и переулка, идущего с Печерской улицы на набережную, мимо Архиерейского сада, под № 125», серебром за 860 руб. Тогда же — в марте 1840, по купчей от 20-го числа, Н. С. Наврозова продала недвижимое своё имение, состоящее в с. Сиухе (Рождественское тож, Новорождественское тож), Нижегородской губернии и уезда, в коем, по 8-й ревизии — 1834, состояло ревизских муж. пола 264 души, штабс-капитану Ивану Яковлеву Каратаеву.
Впоследствии Н. М. Наврозов вновь вступил в военную службу гражданским чином военного ведомства. ВП от 28 ноября (10 декабря) 1848 за № 51, по военному ведомству, по части Провиантской, из Нижегородского соляного правления переведён провиантским чиновником Московской провиантской комиссии, затем назначен смотрителем Балахнинского и Горбатовского провиантских магазинов Нижегородской губ. ВП от 28 декабря 1852 (9 января 1853) за № 54, по военному ведомству, по части Провиантской, уволен от службы, по болезни, с награждением чином коллежского асессора и с мундиром. ВП от 11 (23) января 1854, по Корпусу лесничих, из отставных коллежских асессоров определён штабс-капитаном в Корпус лесничих, лесничим Архангельской губернии. В том же — 1854, умер, и исключён из списков умершим ВП от 2 (14) августа 1854.
В браке с Надеждой Сергеевной имел сына Сергея, коллежского регистратора на 1856. Вдова штабс-капитанша Н. С. Наврозова и её сын — Сергей, наследовали от мужа и отца родовое имение Наврозовых в с. Спасском (Наврозовка тож), Белебеевского уезда, Оренбургской губернии, всего три дворовых и крестьянских муж. пола 128 душ. По купчей от 8 июля 1857, совершенной в Нижегородской гражданской палате, они продали родовое имение Наврозовых надворному советнику Александру Михайлову Померанцеву.